# Slime MoriMori Dragon Quest 3: The Great Pirate Ship and Tales
Slime MoriMori Dragon Quest 3: The Great Pirate Ship and Tales () est un jeu vidéo de type action-RPG développé et édité par Square Enix en 2011 sur Nintendo 3DS.